# منتخب هايتي لكأس فيد
منتخب هايتي لكأس فيد هو ممثل هايتي الرسمي في كرة المضرب في كأس فيد
.